# Brodschelm Verkehrsbetrieb
Die Brodschelm Verkehrsbetrieb GmbH ist ein Verkehrsunternehmen, das regionalen Busverkehr in den Landkreisen Altötting, Mühldorf, Rottal-Inn, Traunstein und Berchtesgadener Land durchführt. Außerdem betreibt Brodschelm den Stadtverkehr in Burghausen und in Simbach am Inn und Mietwagenverkehr mit Omnibussen.

## Geschichte
Die Firma wurde 1923 von Maria und Josef Brodschelm gegründet. Der Stadtverkehr Burghausen wurde 1933 gekauft und übernommen, 1938 verfügte Brodschelm über acht Busse und vier Lkw. Der Berufsverkehr für die Werke von Wacker Chemie in Burghausen und Hoechst in Burgkirchen wurde 1941 aufgenommen.
Die ersten Linien im Chiemgau wurden 1955 übernommen. Der heutige Geschäftsführer Heino Brodschelm trat 1967 in die Firma ein und wurde ein Jahr später Gesellschafter. 1976 wurde das Unternehmen in die Geschäftsbereiche Busverkehr, Spedition und Werkstatt getrennt. Nach dem Tod von Josef Brodschelm übernahm seine Witwe 1977 die finanzielle Verwaltung. 1986 übernahm Brodschelm einen Standort in Simbach.
1990 wird der Citybus in Burghausen mit drei Linien eingeführt. Heino Brodschelm übernahm 1995 die Geschäftsführung von Maria Brodschelm. Ein Jahr später schloss das Unternehmen seine drei Reisebüros und spezialisierte sich auf Gruppenreisen. Es folgten weiter Linienübernahmen, ein neuer Betriebshof in Burghausen wurde 1998 eingeweiht und anschließend in Betrieb genommen. 2008 wurde ein neuer zusätzlicher Betriebshof in Mühldorf in Betrieb genommen. Im Juli 2013 trat mit Isabelle Brodschelm die dritte Generation in die Geschäftsführung ein. Im Jahr 2018 wurden die zwei ersten Batteriebusse vom Typ Sileo S10 in Betrieb genommen, deren Einführung vom BMVI gefördert wurde. Sie wurden in Burghausen eingesetzt, bis im Juni 2019 einer der beiden Busse im Betriebshof ausbrannte. Auch der unversehrte Batteriebus wurde daraufhin stillgelegt.

## Linienübersicht
| Linienverzeichnis Stand 2021 |                                                            |
| 1                            | Citybus Burghausen                                         |
| 2                            | Citybus Burghausen                                         |
| 4                            | Citybus Burghausen                                         |
| 5                            | Burghausen – Raitenhaslach                                 |
| 14                           | Burghausen – Burgkirchen – Emmerting – Altötting/Neuötting |
| 141                          | Altötting – Neuötting – Emmerting – Burghausen             |
| 142                          | Altötting – Burgkirchen – Burghausen                       |
| 16                           | Burghausen – Tittmoning -- Waging – Laufen                 |
| 19                           | Laufen – Tettenhausen – Tittmoning                         |
| 23                           | Tittmoning – Wiesmühl                                      |
| 28                           | Burghausen – Trostberg – Traunreut                         |
| 30                           | Aschau – Waldkraiburg – Mühldorf                           |
| 31                           | Haag – Gars – Aschau                                       |
| 34                           | Burghausen – Burgkirchen – Unterneukirchen – Mühldorf      |
| 80                           | Ortsverkehr Simbach am Inn                                 |
| 400                          | Halsbach – Kirchweidach – Burgkirchen – Burghausen         |
| 402                          | Feichten – Kirchweidach – Hirten – Altötting               |
| 7536                         | Ulbering – Wittibreut – Burghausen                         |
| 7537                         | Pfarrkirchen – Anzenkirchen – Burghausen                   |
| 7539                         | Simbach am Inn – Ering                                     |
| 7540                         | Eggenfelden – Obertürken – Burghausen                      |
| 7541                         | Pfarrkirchen – Simbach am Inn                              |
| 7542                         | Burghausen – Seibersdorf – Simbach am Inn                  |